# Platypalpus ochricollis
Platypalpus ochricollis är en tvåvingeart som beskrevs av Axel Leonard Melander 1927. Platypalpus ochricollis ingår i släktet Platypalpus och familjen puckeldansflugor.
Artens utbredningsområde är Utah. Inga underarter finns listade i Catalogue of Life.